# Brooke Rollins
Brooke Leslie Rollins, née le 10 avril 1972 à Glen Rose, au Texas, est une avocate américaine, secrétaire à l'Agriculture des États-Unis dans la seconde administration Trump depuis le 13 février 2025. 
Membre du Parti républicain, elle était auparavant et directrice générale de la Texas Public Policy Foundation de 2003 à 2018), puis, depuis 2021, présidente et directrice générale de l'« America First Policy Institute » (qu'elle a elle-même créé en 2021).

## Biographie
Brooke Rollins a occupé les fonctions de conseillère juridique adjointe, de conseillère sur les questions d'éthique et de directrice des politiques auprès du gouverneur du Texas Rick Perry. Elle est une partisane d'une réforme de la justice pénale.
De 2003 à 2018, Rollins est présidente et directrice générale de la Texas Public Policy Foundation, un laboratoire d'idées basé à Austin qui soutient les combustibles fossiles.
De 2018 à 2020, elle supervise le Bureau américain pour l'innovation de la Maison-Blanche.
De mai 2020 à janvier 2021, elle occupe le poste de directrice par intérim du Conseil de politique intérieure des États-Unis à la fin de la présidence de Donald Trump.
En 2021, elle crée l'America First Policy Institute, un groupe de réflexion qui vise à promouvoir le programme politique de Donald Trump, dont elle assure la direction.
Le 23 novembre 2024, le président élu Donald Trump nomme Brooke Rollins pour occuper le poste de secrétaire à l’Agriculture au sein de sa seconde administration. Sa nomination est confirmée le 13 février 2025 par le Sénat par un vote de 72 contre 28.